# Амрам Блой
Амрам Блой (івр. עמרם בלוי); 1894 (або 1900) — 1974) — рабин із євреїв-харедім у підмандатній Палестині та Ізраїлі. Один із засновників антисіоністського руху «Нетурей карта» (івр. נְטוּרֵי קַרְתָּא, «варта міста»).

## Біографія
Блой народився в Єрусалимі в угорській єврейській громаді міста. Його батько був родом з Пресбурга (тепер Братислава, Словаччина) й іммігрував до Палестини 1869 року, а матір народилася з Єрусалимі, де її родина жила з кінця XVIII століття. Блой виріс у районі Меа Шеарім. Як і його брат, рабин Моше Блой, лідер руху Аґудат Їсраель (אֲגֻדַּת יִשְׂרָאֵל, «Союз Ізраїлю»), Блой був активним в русі Аґудат під час британського мандату, він був редактором газети руху «Коль Їсраель» (івр. קול ישראל, «Голос Ізраїлю»). Але коли члени руху Аґудат почали схилятися до modus vivendi з сіоністськими лідерами, Блой почав говорити, що Аґудат продалися сіоністському руху. 1937 року в Га-Еда га-Харедіт (івр. העדה החרדית, «Конгрегація євреїв-харедім») партія «Нетурей карта» перемогла з великим відривом. Тож прихильники руху Аґудат мусили створити свій власний суд, але невдовзі Блой відокремився від Конгрегації зовсім, через різні суперечки, які, як він стверджував, доводили, що Конгрегація все ще підтримувала концепцію Аґудат, і заснував рух «Нетурей карта» разом із рабинами Аароном Каценелленбойґеном і Яковом Меїром Шехтером.
У Блоя та його першої дружини, Гінди, було десятеро дітей.

## «Раматаїм Цофім»
Блой був секретарем організації «Раматаїм Цофім» (івр. רמתיים צופים)[а], яка хотіла побудувати сільськогосподарське поселення євреїв-харедім дорогою до могили біблійного пророка Самуїла. Мешканці поселення мали слідувати приписам Галахи. Кожен житель чоловічої статі, включаючи дітей, мав відвідувати кворум для ранкової та вечірньої молитви, і щодня після цих молитов мав проводитися обов'язковий урок Тори тривалістю принаймні тридцять хвилин. Дітям віком до 18 років заборонялося б займатися торгівлею, щоб їх можна було виховувати як учнів Тори. Однак, хоча земля була куплена, проєкт фактично так і не розпочався.

## Антисіонізм
Після створення Держави Ізраїль рух «Нетурей Карта» продовжив свою рішучу опозицію єврейській державі відповідно до вчення сатмарського рабина Йоеля Тайтельбойма, автора антисіоністської книги «Вайоель Моше», який виступав за невизнання Держави Ізраїль на богословських підставах. До Шестиденної війни Блой навіть пропонував переїхати до контрольованого Йорданією Східного Єрусалиму, щоб уникнути світських спокус сучасного Ізраїлю.
Його багато разів ув'язнювали за демонстрації проти публічних порушень шабату, призову релігійних жінок, відкриття басейну для різних статей та інших політик уряду. Більшість покарань він відбував у Російському подвір'ї, але також провів п'ять місяців у в'язниці міста Рамла. Двічі на знак протесту він виходив на вулицю у вереті.

## Другий шлюб
Перша дружина Блоя, Гінда (до одруження — Вебер), померла в 1963 році. Через поранення, яке він отримав від осколків під час облоги Єрусалиму в 1948 році, Галаха (єврейський закон) не дозволяв йому одружитися з жінкою, яка народилася єврейкою. Тож 1965 року Блой одружився з Рут Бен-Давід, наверненою в юдаїзм Мадлен Люсетт Феррай (фр. Madeleine Lucette Ferraille; 1920—2000), на 26 років молодшою за нього. Вона походила з католицької родини в Кале, Франція. Освіту здобула в Сорбонні, перший чоловік — Анрі Бо (фр. Henri Baud; одружилися у Франції 5 вересня 1939 року). У них була одна дитина, Клод (фр. Claude). Вони розлучилися 31 липня 1944 року. Із заснуванням Ізраїлю в 1948 році вона зацікавилася сіонізмом, тож 1950 року Мадлен та Клод прийняли юдаїзм, змінили імена й переїхали до Ізраїлю. Спершу вона зацікавилася юдаїзмом, а потім ортодоксальним юдаїзмом, згодом прийняла антисіоністські погляди сатмарських хасидів і прийняла спосіб життя руху «Нетурей Карта». Вона та її син Клод (після навернення — Уріель) були причетні до справи викрадення Йосселя Шумахера. Рут познайомилася з Амрамом Блоєм в Ізраїлі через традиційну систему сватання «шіддух». Двоє дорослих синів Блоя та рабинський суд Га-Еда га-Харедіт виступили проти шлюбу, тому подружжю довелося спершу переїхати до міста Бней-Брак, але вже через рік вони повернулися до району Меа Шеарім.
Блой помер 1974 року. Похований на цвинтарі Гар га-Менухот (Єрусалим, Ізраїль).